# Корчёмкина (деревня)
Корчёмкина — упразднённая в декабре 2015 года деревня в Верхотурском городском округе Свердловской области, Россия.

## Географическое положение
Деревня Корчёмкина муниципального образования Верхотурский городской округ была расположена в 27 километрах (по автотрассе в 32 километрах) к востоку-юго-востоку от города Верхотурье, на левом берегу реки Тура. В половодье автотранспортное сообщение с деревней затруднено.

## История
Деревня была основана в I половине XVII века крестьянами-первопоселенцами Корчёмкиными. Значение слова корчёмка означает лицо, промышляющее нелегальным изготовлением или продажей спиртных напитков.
В декабре 2015 года областным законом № 144-ОЗ была упразднена.